# Серце і хрест
Поєднання серця і хреста — негеральдична фігура в геральдиці. У такому вигляді фігуру герба можна розглядати як символ роялістсько-католицького опору французького сільського населення Французькій революції (Вандейська війна) близько 1793 року. Відправною точкою став примусовий набір за наказом революційного парламенту в Парижі. Символ представляє Серце Ісуса (Сакре-Кер). На ньому зображено два зчеплені контури серця, дещо зміщені один відносно одного, з хрестом, розміщеним на схематичній п'ятивершовій стіні. Колір для геральдичної фігури переважно червоний. Ця геральдична стилізована форма виникла з серця з декорованим хрестом.

## Приклади

Департамент Вандея
Монбер
Сен-Пруан
Ла-Транш-сюр-Мер
Пеї-де-ла-Луар
Лез-Епесс
Маше
Сен-Поль-ан-Паре
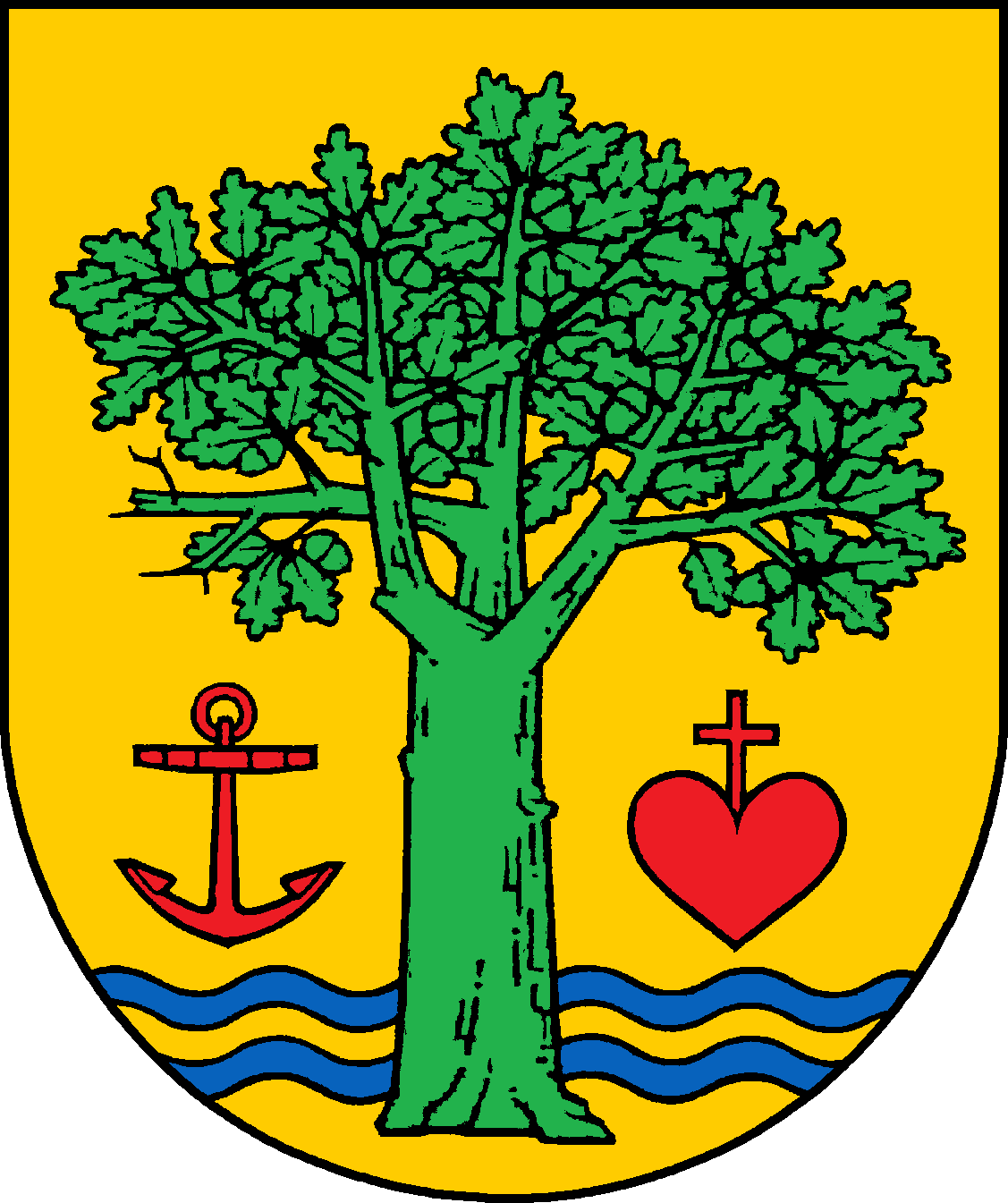
Ланкау- відхилення від франц. символізму
Мальєвр
Як логотип на прапорі